# Collegio plurinominale Liguria - 01 (Senato della Repubblica)
Il collegio elettorale plurinominale Liguria - 01 è un collegio elettorale plurinominale della Repubblica Italiana per l'elezione del Senato.

## Territorio
Come previsto dalla legge elettorale italiana del 2017, il collegio è stato definito tramite decreto legislativo all'interno della circoscrizione Liguria.
Il collegio corrisponde all'intera regione Liguria e contiene i due collegi uninominali Liguria - 01 (Genova-Savona) e Liguria - 02 (Genova-La Spezia).
Fino al 2017 conteneva i tre collegi uninominali Liguria - 01 (Savona), Liguria - 02 (Genova - Sezione urbanistica San Fruttuoso) e Liguria - 03 (Genova - La Spezia).

## XVIII legislatura

### Risultati elettorali
| Liste          | Liste                                       | Proporzionale | Proporzionale | Proporzionale | Maggioritario | Maggioritario | Maggioritario |  |
| Liste          | Liste                                       | Voti          | %             | Seggi         | Voti          | %             | Seggi         |  |
| -------------- | ------------------------------------------- | ------------- | ------------- | ------------- | ------------- | ------------- | ------------- |  |
|                | Lega                                        | 164 831       | 20,52         | 1             | 302 802       | 37,70         | 2             |  |
|                | Forza Italia                                | 101 949       | 12,69         | 1             | 302 802       | 37,70         | 2             |  |
|                | Fratelli d'Italia                           | 29 100        | 3,62          | –             | 302 802       | 37,70         | 2             |  |
|                | Noi con l'Italia – UDC                      | 6 922         | 0,86          | –             | 302 802       | 37,70         | 2             |  |
|                | Movimento 5 Stelle                          | 237 964       | 29,63         | 2             | 237 964       | 29,63         | 1             |  |
|                | Partito Democratico                         | 164 211       | 20,44         | 1             | 197 355       | 24,57         | –             |  |
|                | +Europa                                     | 25 743        | 3,21          | –             | 197 355       | 24,57         | –             |  |
|                | Italia Europa Insieme                       | 4 559         | 0,57          | –             | 197 355       | 24,57         | –             |  |
|                | Civica Popolare                             | 2 842         | 0,35          | –             | 197 355       | 24,57         | –             |  |
|                | Liberi e Uguali                             | 33 354        | 4,15          | –             | 33 354        | 4,15          | –             |  |
|                | Potere al Popolo!                           | 10 487        | 1,31          | –             | 10 487        | 1,31          | –             |  |
|                | CasaPound                                   | 7 377         | 0,92          | –             | 7 377         | 0,92          | –             |  |
|                | Partito Comunista                           | 5 655         | 0,70          | –             | 5 655         | 0,70          | –             |  |
|                | Il Popolo della Famiglia                    | 4 122         | 0,51          | –             | 4 122         | 0,51          | –             |  |
|                | Partito Valore Umano                        | 2 041         | 0,25          | –             | 2 041         | 0,25          | –             |  |
|                | Per una Sinistra Rivoluzionaria (PCL - SCR) | 1 335         | 0,17          | –             | 1 335         | 0,17          | –             |  |
|                | Partito Repubblicano Italiano – ALA         | 709           | 0,09          | –             | 709           | 0,09          | –             |  |
| Totale         | Totale                                      | 803 201       | 100           | 5             | 803 201       | 100           | 3             |  |
|                |                                             |               |               |               |               |               |               |  |
| Schede bianche | Schede bianche                              | 7 739         | 0,94          |               |               |               |               |  |
| Schede nulle   | Schede nulle                                | 15 859        | 1,92          |               |               |               |               |  |
| Votanti        | Votanti                                     | 826 799       | 71,90         |               |               |               |               |  |
| Elettori       | Elettori                                    | 1 149 900     |               |               |               |               |               |  |

### Eletti

#### Eletti nei collegi uninominali
Eletti nella coalizione di centro-destra (Lega - FI - FdI - NcI-UDC)
     Eletti nel Movimento 5 Stelle
| Collegio uninominale      | Eletto | Eletto               | Partito |
| ------------------------- | ------ | -------------------- | ------- |
| 1. Savona                 |        | Paolo Ripamonti      | Lega    |
| 2. Genova - San Fruttuoso |        | Mattia Crucioli      | M5S     |
| 3. Genova - La Spezia     |        | Stefania Pucciarelli | Lega    |

1. ↑  In data 19.02.2021 aderisce al gruppo misto, non iscritti; in data 22.06.2021 alla componente «L'Alternativa c'è - Lista del Popolo per la Costituzione»; in data 09.11.2021 torna nei non iscritti; in data 27.01.2022 aderisce al gruppo Uniti per la Costituzione-C.A.L. (Costituzione, Ambiente, Lavoro); in data 29.01.2022 torna nel gruppo misto, non iscritti; in data 27.04.2022 aderisce al gruppo Uniti per la Costituzione-CAL.

#### Eletti nella quota proporzionale
| Movimento 5 Stelle         | Lega               | Partito Democratico | Forza Italia    |
| -------------------------- | ------------------ | ------------------- | --------------- |
|                            |                    |                     |                 |
| Matteo Mantero Elena Botto | Francesco Bruzzone | Vito Vattuone       | Sandro Biasotti |

1. ↑  In data 19.02.2021 aderisce al gruppo misto, non iscritti; in data 20.07.2021 alla componente «ManifestA, Potere al Popolo, Partito della Rifondazione comunista-Sinistra europea».
2. ↑  In data 29.07.2021 aderisce al gruppo misto, non iscritti.
3. ↑  In data 28.05.2021 aderisce al gruppo misto, non iscritti; in data 07.06.2021 alla componente «ITALIA AL CENTRO (IDEA-CAMBIAMO!, EUROPEISTI, NOI DI CENTRO (Noi Campani))».

## XIX legislatura

### Risultati elettorali
- Dati relativi a 1.788 sezioni su 1.790.

|                               | Fratelli d'Italia                                       | 179 036   | 24,38 | 1 | 310 754 | 42,32 | 2 |  |  |
|                               | Lega per Salvini Premier                                | 64 470    | 8,78  | – | 310 754 | 42,32 | 2 |  |  |
|                               | Forza Italia                                            | 49 075    | 6,68  | – | 310 754 | 42,32 | 2 |  |  |
|                               | Noi Moderati                                            | 18 173    | 2,47  | – | 310 754 | 42,32 | 2 |  |  |
|                               | Partito Democratico - Italia Democratica e Progressista | 163 634   | 22,28 | 1 | 222 348 | 30,28 | – |  |  |
|                               | Alleanza Verdi e Sinistra                               | 30 665    | 4,18  | – | 222 348 | 30,28 | – |  |  |
|                               | +Europa                                                 | 24 543    | 3,34  | – | 222 348 | 30,28 | – |  |  |
|                               | Impegno Civico – Centro Democratico                     | 3 406     | 0,46  | – | 222 348 | 30,28 | – |  |  |
|                               | Movimento 5 Stelle                                      | 94 867    | 12,92 | 1 | 94 867  | 12,92 | – |  |  |
|                               | Azione - Italia Viva                                    | 53 453    | 7,28  | – | 53 453  | 7,28  | – |  |  |
|                               | Italexit                                                | 18 896    | 2,57  | – | 18 896  | 2,57  | – |  |  |
|                               | Italia Sovrana e Popolare                               | 11 625    | 1,58  | – | 11 625  | 1,58  | – |  |  |
|                               | Unione Popolare                                         | 11 313    | 1,54  | – | 11 313  | 1,54  | – |  |  |
|                               | Vita                                                    | 5 938     | 0,81  | – | 5 938   | 0,81  | – |  |  |
|                               | Partito Comunista dei Lavoratori                        | 4 484     | 0,61  | – | 4 484   | 0,61  | – |  |  |
|                               | Noi di Centro – Europeisti                              | 659       | 0,09  | – | 659     | 0,09  | – |  |  |
| Totale                        | Totale                                                  | 734 337   | 100   | 3 | 734 337 | 100   | 2 |  |  |
|                               |                                                         |           |       |   |         |       |   |  |  |
| Voti non validi               | Voti non validi                                         | 32 166    | 4,20  |   |         |       |   |  |  |
| Votanti                       | Votanti                                                 | 766 503   | 64,13 |   |         |       |   |  |  |
| Elettori                      | Elettori                                                | 1 195 266 |       |   |         |       |   |  |  |
|                               |                                                         |           |       |   |         |       |   |  |  |
| Data: 25 settembre 2022       |                                                         |           |       |   |         |       |   |  |  |
| Fonte: Ministero dell'interno |                                                         |           |       |   |         |       |   |  |  |

### Eletti

#### Eletti nei collegi uninominali
Eletti nella coalizione di centro-destra (FdI - Lega - FI - NM)
| Collegio uninominale | Eletto | Eletto               | Partito           |
| -------------------- | ------ | -------------------- | ----------------- |
| 1. Genova-Savona     |        | Giovanni Berrino     | Fratelli d'Italia |
| 2. Genova-La Spezia  |        | Stefania Pucciarelli | Lega              |

#### Eletti nella quota proporzionale
| Fratelli d'Italia | Partito Democratico-IDP | Movimento 5 Stelle |
| ----------------- | ----------------------- | ------------------ |
|                   |                         |                    |
| Roberto Menia     | Lorenzo Basso           | Luca Pirondini     |